# Ludovic Roux
Pour les articles homonymes, voir Roux.
Ludovic Roux, né le 4 avril 1979 à Sallanches, est un skieur français spécialiste du combiné nordique, membre du ski-club des Contamines-Montjoie.

## Biographie
Ses débuts internationaux ont lieu de la saison saison 1996-1997, en Coupe du monde, obtenant trois top 10 dès sa première saison. Il obtient son premier et unique podium lors de l'épreuve individuelle de Chaux-Neuve en janvier 1998.
Il participe aux Jeux olympiques d'hiver en 1998, 2002 et 2006. Lors des Jeux olympiques de 1998, il a remporté la médaille de bronze dans l'épreuve par équipes avec Fabrice Guy, Nicolas Bal et Sylvain Guillaume.
Il est le mari d'Isabelle Delobel ; ils ont un garçon nommé Loïs né le 1er octobre 2009.
Ludovic assure sa reconversion en intégrant l'école des Douanes de la Rochelle le 5 février 2007 pour la formation d'agent de constatation des douanes et droits indirects.

## Palmarès

### Jeux olympiques
| Épreuve / Édition | Épreuve / Édition | Nagano 1998 | Salt Lake City 2002 | Turin 2006 |
| Sprint            | Sprint            |             | 10e                 |            |
| Gundersen         | Gundersen         | 31e         | 26e                 | 26e        |
| Par équipes       | Par équipes       | Bronze      | 6e                  | 5e         |

### Championnats du monde junior
- Médaille d'or par équipes en 1997
- Médaille d'argent par équipes en 1996
- Médaille de bronze de l'individuel Gundersen en 1997
- Médaille de bronze par équipes en 1999

### Coupe du monde
- Meilleur classement général : 10e en 1998.
- 1 podium individuel : 1 troisième place